# Arsu
Arsu – bogini semicka czczona głównie w syryjskiej Palmyrze.
Bóstwo znane na obszarze Syrii i północnej Arabii, występujące niekiedy w męskiej, najczęściej jednak w żeńskiej postaci. Łączono ją przede wszystkim z Gwiazdą Wieczorną. W Palmyrze obecna w triadzie boga Jarhibola (zawsze po jego lewej stronie), symbolizowała element telluryczny (ziemski). Wyobrażana też w zbiorowych (wielopostaciowych) przedstawieniach bóstw palmyreńskich jako przypominająca Atenę (Minerwę) bogini w hełmie, z włócznią i tarczą.
Częstokroć przedstawiana na wielbłądzie ze swym bratem-bliźniakiem Azizem (‘Azīzu, Azizos) i wraz z nim uważana za opiekunkę pustynnych karawan. Kult jej stwierdzono również w Dura Europos.
W przedmuzułmańskiej Arabii (zwłaszcza w części północnej i środkowej) znana pod imieniem Ruda bądź Radu („Łaskawa”). Czczoną tam jako bogini ziemi i urodzaju, przedstawiano niekiedy pod postacią nagiej kobiety, trzymającej w rękach końce rozpuszczonych włosów, z wyobrażeniem gwiazdy na prawej ręce.